# Torneo de Bari 2023
El Open Delle Puglie 2023 fue un torneo de tenis profesional jugado en canchas de tierra batida. Se trató de la 2.ª edición del torneo que formó parte de los Torneos WTA 125s en 2023. Se llevó a cabo en Bari, Italia, entre el 4 al 10 de septiembre de 2023.

## Cabezas de serie

### Individuales
| Tenista            | Ranking | Preclasificada |
| Alizé Cornet       | 74      | 1              |
| Jaqueline Cristian | 99      | 2              |
| Aliona Bolsova     | 113     | 3              |
| Sara Errani        | 115     | 4              |
| Tamara Zidanšek    | 118     | 5              |
| Laura Pigossi      | 131     | 6              |
| Marina Bassols     | 136     | 7              |
| Noma Noha Akugue   | 142     | 8              |

- Ranking del 28 de agosto de 2023.

### Dobles
| Tenista                              | Ranking | Preclasificada |
| Aliona Bolsova Andrea Gámiz          | 160     | 1              |
| Dalila Jakupović Irina Khromacheva   | 189     | 2              |
| Angelica Moratelli Camilla Rosatello | 207     | 3              |
| Katarzyna Kawa Anna Sisková          | 214     | 4              |

## Campeonas

### Individuales femeninos
Tamara Zidanšek venció a  Rebecca Šramková por 3-6, 7–5, 6–1

### Dobles femenino
Katarzyna Kawa /  Anna Sisková vencieron a  Valentini Grammatikopoulou /  Elixane Lechemia por 6–1, 6–2